# 日本精神保健福祉士協会
公益社団法人日本精神保健福祉士協会（にほんせいしんほけんふくししきょうかい, Japanese Association of Mental Health Social Workers）は、精神保健福祉士（MHSW）を正会員として構成される職能団体。
1964年（昭和39年）に設立された日本精神医学ソーシャル・ワーカー協会を前身として、1997年（平成9年）の精神保健福祉士法制定に伴い、日本精神保健福祉士協会への名称変更を経て、2004年（平成16年）に社団法人として設立許可された。2013年（平成25年）に公益社団法人に移行している。
当団体と、公益社団法人日本社会福祉士会、公益社団法人日本医療ソーシャルワーカー協会、特定非営利活動法人日本ソーシャルワーカー協会を合わせた4団体で、日本ソーシャルワーカー連盟（Japanese Federation of Social Workers／JFSW）という日本のソーシャルワーカー全体の職能団体を形成している。
日本ソーシャルワーカー連盟は、ソーシャルワーカーの国際団体である国際ソーシャルワーカー連盟（International Federation of Social Workers／IFSW）に加盟している。

## 目的
- 精神保健福祉士の資質の向上を図るとともに、精神保健福祉士に関する普及啓発等の事業を行い、精神障害者の社会的復権と福祉のための専門的・社会的活動を進めることにより、国民の精神保健福祉の増進に寄与することを目的として、次の事業に取り組んでいる。

1. 精神障害者等の精神保健福祉の援助を必要とする人々の生活と権利の擁護に関すること。
2. 精神保健福祉士の職務に関する知識及び技術の向上に関すること。
3. 精神保健福祉士の倫理及び資質の向上に関すること。
4. 精神保健福祉士の資格制度の充実発展並びに普及啓発に関すること。
5. 精神保健福祉及び精神保健福祉士に関する調査研究に関すること。
6. 国内国外の社会福祉専門職団体やその他の関係団体との連携に関すること。
7. その他目的達成のために必要なこと。